# Ulrich Wagner (Archivar)
Ulrich Wagner (* 1948) ist ein deutscher Archivar und Historiker.
Von 1969 bis 1975 studierte Wagner Geschichte, Latein und Geographie an der Universität Heidelberg und schloss 1975 mit dem 1. Staatsexamen ab. Nach dem 2. Staatsexamen 1982 (Archivdienst) war er von 1982 bis 1983 Leiter des Stadtarchivs Heidelberg und von 1983 bis 2014 Leiter des Stadtarchivs Würzburg. Seine Forschungsschwerpunkte sind Quelleneditionen, Stadtgeschichte, fränkische und pfälzische Landesgeschichte und Geschichte des Deutschen Ordens.

## Schriften (Auswahl)
- Tauberbischofsheim und Bad Mergentheim. Eine Analyse der Raumbeziehungen zweier Städte in der frühen Neuzeit (= Heidelberger geographische Arbeiten. 74). Geographisches Institut der Universität, Heidelberg 1985, ISBN 3-88570-074-3 (Zugleich: Heidelberg, Universität, Dissertation, 1981).
- Bauernkrieg in Mainfranken. Museum für Franken – Mainfränkisches Museum, Würzburg 2013, ISBN 978-3-932461-41-5.
- Regesten der Bruderschaft des Heidelberger Hofgesindes. 1380–1414 (= Schriftenreihe des Stadtarchivs Heidelberg. 10). verlag regionalkultur, Heidelberg u. a. 2017, ISBN 3-89735-982-0.